# 汉堡剧评
《汉堡剧评》（德語：Hamburgische Dramaturgie）作者戈特霍尔德·埃弗拉伊姆·莱辛，是一部极具影响力的戏剧理论作品，成书于 1767 年至 1769 年间。当时的莱辛在汉堡国家剧院担任文艺顾问（区别于剧作家）。 最初，莱辛并没有想要撰写一本体系化的书籍，而仅仅将《剧评》作为一系列评论文章的集合加以整理，这些评论多数聚焦于汉堡国家剧院存在期间上演的剧目。 《剧评》中的101篇短文是早期人文主义戏剧批判的重要组成，是这些评论家们最初意识到——剧院也可以被当作人文主义理论实现的载体。在许多意义上，《汉堡剧评》一书都开创并引入了编剧研究这一新研究领域。 
在莱辛创作《汉堡剧评》期间，德国戏剧界掀起了一场聚焦于自我表达的新运动。 演员在演绎角色时，开始同时演绎角色的内心与外在。《剧评》中久负盛名的一段论述便阐释了演员和剧作家在整部戏剧中所承担的责任：“评论家笔下的细致洞见来源于评论家个人敏锐的洞察力，而使得评论家能真切地体会到各种情感的，正是剧作家与演员。” 
创办一本以莱辛作为戏剧评论家，且主要评论汉堡国家剧院的期刊的想法得到了剧院创始人约翰·弗里德里希·洛文和亚伯·塞勒的肯定，起初塞勒同意地很不情愿，但杂志过于成功，以至于塞勒最终哑口不言。  由于新德国资产阶级戏剧变得更加细致和复杂，观众常常对剧情与剧中人物感到困惑；莱辛创作《汉堡剧评》的部分动机便来源于这种潮流。 
莱辛在《剧评》中涵盖的主题包括亚里士多德的悲剧理论、表演理论、戏剧在社会中的作用、戏剧实现其情感效果的手段、对演员和戏剧的批评、翻译问题以及新生的情绪心理学理论。 莱辛的作品对后来的许多德国戏剧艺术家产生了影响，尤其是贝托尔特布莱希特。

## 演员分析
根据莱辛的说法，对演员的分析是剧作家的灰色地带。 在演员的表演中，相比剧本，环境是影响表演的更重要的一个因素，而对剧本做分析则容易的多——只需要涉及文学层面的分析即可。在分析一位演员的表演时，时事、环境、演员心理等众多因素都应当被纳入考量。每当莱辛发表他的文章时，汉堡戏剧中的许多演员都会感到失望，因为莱辛十分粗心，并且无视了他们的才能。  

## 译本
1890 年，海伦·齐默恩 (Helen Zimmern) 出版了该《剧评》的英文译本，1962 年多佛 (Dover)将其 重新出版。 齐默恩的译本省略了近 30% 的原文。 
1981年，张黎翻译了《汉堡剧评》的中译本，并交由上海译文出版社出版。